# جانغ شيجي
جانغ شيجي (بالصينية: 张稀哲) و (بالصينية: 张稀哲) هو لاعب كرة قدم صيني في مركز الوسط المهاجم ولد في يوم 23 يناير 1991 في مدينة ووهان في الصين، يلعب حالياً مع نادي فولفسبورغ في ألمانيا وسبق له اللعب مع نادي بكين غوان في الصين، كما لعب مع منتخب الصين لكرة القدم ويبلغ طوله 180 سم.

## روابط خارجية
- جانغ شيجي على موقع قاعدة بيانات كرة القدم.إي يو (الإنجليزية)
- جانغ شيجي على موقع ناشيونال فوتبول تيمز (الإنجليزية)
- جانغ شيجي على موقع Soccerway.com (الإنجليزية)
- جانغ شيجي على موقع عالم كرة القدم.نت (الإنجليزية)
- جانغ شيجي على موقع AS.com (الإسبانية)